# Czernikowo
Czernikowo è un comune rurale polacco del distretto di Toruń, nel voivodato della Cuiavia-Pomerania.
Ricopre una superficie di 169,37 km² e nel 2005 contava 8 595 abitanti.